# Hugo Mariani
Hugo Mariani (Messina, Sicília (Itàlia), 1 de juny, 1899 - San José (Costa Rica), 13 de febrer, 1966), va ser un director d'orquestra costa-riqueny d'origen italià. Era ciutadà d'Itàlia, Argentina i EUA, i des de 1946 ciutadà de Costa Rica.
L'any 1900 es va traslladar amb la seva família a Buenos Aires, on va començar a estudiar violí, i als vuit anys va fer el seu primer concert. A partir dels tretze anys, va continuar la seva formació al Conservatori Franz Liszt de Montevideo, i va tocar a les orquestres de Buenos Aires i Montevideo. Es diu que durant la visita de Camille Saint-Saëns a l'Uruguai l'any 1916, Mariani li interpretà la Introducció i el Rondo Capriccioso.
El 1919 va marxar a Nova York, on va passar els següents 20 anys de la seva vida. Va treballar primer com a violinista i després com a director a l'orquestra de la NBC Broadcasting Corporation, alhora que va dirigir la seva pròpia orquestra que interpretava tangos argentins, i en la que tingué com a violinista en Julio Mata Oreamuno. De 1925 a 1928 al capdavant d'aquesta orquestra, coneguda com a Mariani Creole Orchestra ('Orquesta criolla de Mariani'), va gravar 25 tangos i diversos foxtrots. El 1930, va arranjar la peça per a piano jazz de James Johnson Yamekraw (versió per a piano i orquestra de William Grant Still) per al curtmetratge homònim de Murray Roth i en va gravar la banda sonora. El 1934, juntament amb la seva orquestra, va acompanyar els concerts radiofònics de Carlos Gardel, que va visitar per primera vegada els Estats Units.
L'any 1940, per invitació del violinista Alfredo Serrano, va marxar a Costa Rica per organitzar una orquestra simfònica a la seva capital, San José (en la qual Serrano havia d'assumir el càrrec de concertino). Gràcies al suport actiu de la primera dama de Costa Rica, Yvonne Klyce Spulders (1906-1994), esposa del president del país Rafael Angel Calderón Guardia, aquest projecte es va incrementar i es va establir l'Orquestra Simfònica Nacional de Costa Rica, i Mariani. el va dirigir fins al 1948. El 1948-1954. Va treballar a Mèxic i va tornar a dirigir l'Orquestra Simfònica Nacional de Costa Rica el 1955-1965. Al tombant de 1965-1966 va fer una sèrie de concerts de comiat a Argentina i Xile. Va morir de càncer d'estómac.